# Psilomastix coerulans
Psilomastix coerulans är en skalbaggsart som först beskrevs av Leon Fairmaire 1884.  Psilomastix coerulans ingår i släktet Psilomastix och familjen långhorningar. Inga underarter finns listade i Catalogue of Life.